# Vals en la bemoll major, op. 69, núm. 1 (Chopin)

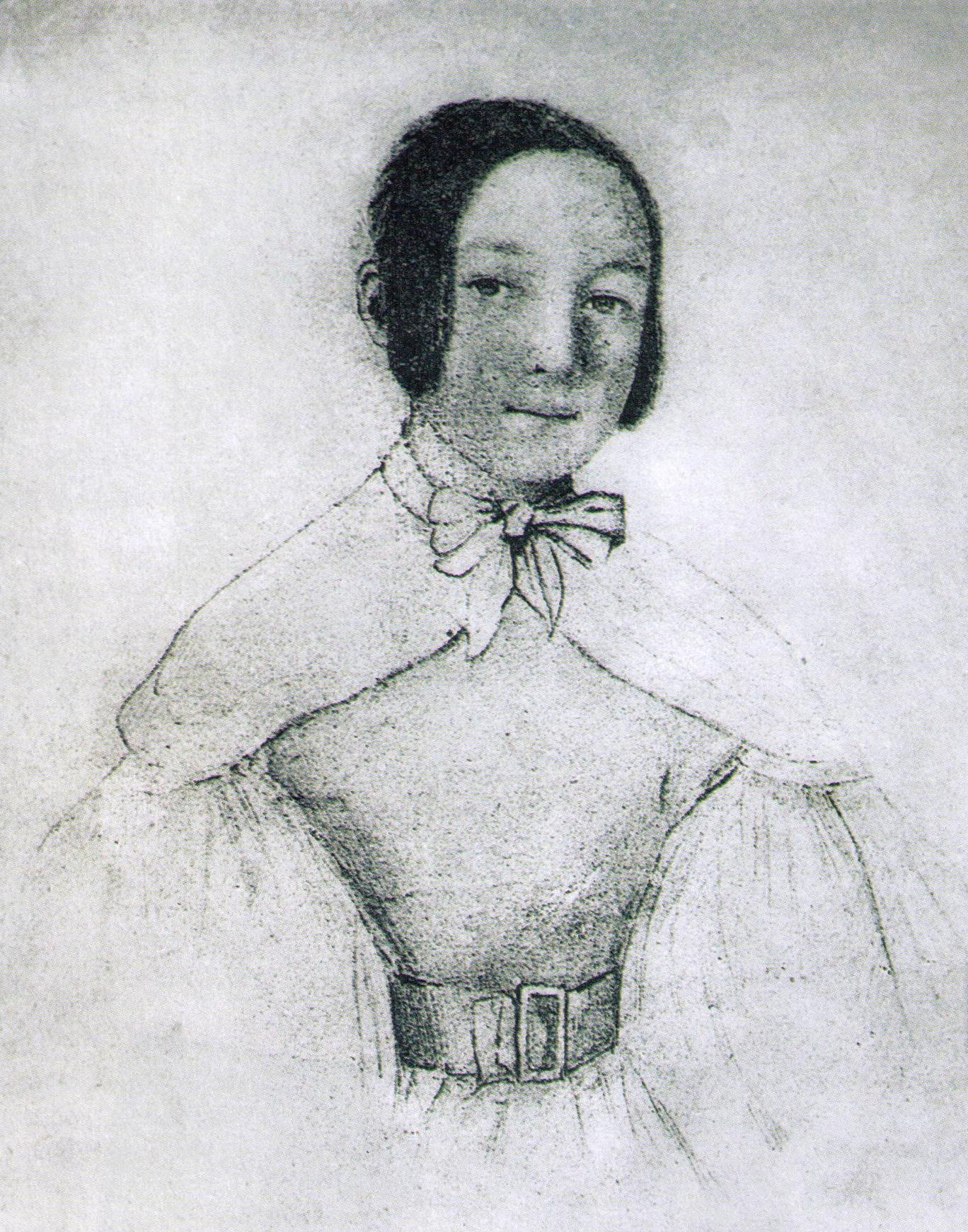
Un autoretrat de Maria Wodzińska el 1830 un amor de Chopin per a qui va compondre aquest "Vals op. 69, núm. 1"

El Vals en la bemoll major, op. 69, núm. 1, és un dels dos valsos de l'opus 69 compostos per Frédéric Chopin; escrit el 1835 però publicat de manera pòstuma el 1852. També es coneix com el Vals de l'adéu (Valse de l'adieu).
El vals va ser escrit originalment com una peça de comiat a Maria Wodzińska, amb qui Chopin havia estat compromès. La còpia autografiada Pour Mlle Marie, que li va donar personalment a Dresden, Alemanya, el setembre de 1835, es troba actualment a la Biblioteca Nacional de Polònia (Biblioteka Narodowa), a Varsòvia. Una altra versió autògrafa de la peça es pot trobar al Conservatori de París, tot i que es considera que és una versió menys refinada. Una tercera versió es presenta com l'edició pòstuma de Julian Fontana, però no ha estat corroborada per cap autògraf conegut.
El vals està en la tonalitat de la bemoll major i un compàs ternari de 3/4. El ritme està marcat pel tempo di valse (ritme de vals). El tema, amb la indicació con espressione, és malenconiós i nostàlgic fins a arribar a un moment melòdic molt ornamentat. La segona part està marcada sempre delicatissimo (o con anima en altres versions). És més alegre que el tema anterior, però aviat es retorna al primer tema nostàlgic. A continuació presenta un tercer tema, amb la indicació dolce, un tema més juganer. Això porta a un altre tema amb una sèrie ascendent de dobles notes; aquest quart tema té la indicació poco a poco crescendo, i altres edicions afegeixen ed appassionato. Finalment, repeteix el juganer tercer tema i acaba amb la repetició de l'inici, amb un da capo al fin.